# Кокарс, Имантс
И́мантс Ко́карс (латыш. Imants Kokars, в советских документах Имантс Александрович Кокарс; 1921 — 2011) — советский, латышский хоровой дирижёр, хормейстер, педагог. Народный артист СССР (1986). Лауреат Государственной премии СССР (1979).

## Биография
Родился 16 августа 1921 года в Гулбене (Латвия).
С детства был связан с музыкой, любил пение, занимался в хоре, посещал актёрские курсы. Обучался в Цесисском институте учителей, Елгаве и Резекне. Учился играть на трубе в народной консерватории, кларнете в Елгавской музыкальной школе, а в музыкальной школе Резекне освоил скрипку.
В 1948 году возглавил Цесисский духовой оркестр. С хором Цесисского института учителей в 1948 году стал лауреатом первого послевоенного Латвийского праздника песни.
В 1956 году окончил отделение хорового дирижирования Латвийской консерватории (ныне Латвийская музыкальная академия имени Язепа Витола) у М. Баша.
В 1951—1953 и 1957—1963 годах — хормейстер Хора имени Т. Калныня Латвийского радио. С 1955 по 1990 год — художественный руководитель и главный дирижёр народного мужского хора «Дзиедонис». С 1965 по 1980 год — дирижёр народного смешанного хора учителей «Беверина» Цесисского района Латвии.
В 1969 году вместе с братом Гидо Кокарсом организовал и руководил камерным хором «Ave Sol» (Рига). Гастролировал с хором за рубежом.
Неоднократно получал высшие награды с созданными коллективами не только в Латвии, но и на международных конкурсах. Под его руководством хор «Дзиедонис» получил первую премию на международном конкурсе в Гориции (Италия, 1977), хор «Ave Sol» завоевал 1-ю премию международного конкурса хоров в Ареццо (Италия, 1974), международного хорового конкурса в Дебрецене (Венгрия, 1982), конкурса в Шпитталь-ан-дер-Драу (Австрия, 1983). С этим хором записал «Антологию латышской хоровой музыки» (1996—2003).
С 1965 года — бессменный участник и главный дирижёр сводного хора Латвийских праздников песни и танца, в том числе хорового концерта в честь 800-летия Риги в 2001 году, а в последние годы — почётный дирижёр праздников.
Входил в жюри многочисленных международных хоровых конкурсов, выступал с мастер-классами в Канаде, Германии, Нидерландах, Бельгии, Норвегии и Израиле.
По его инициативе основан международный фестиваль камерных хоров «Rīga dimd» (1989), он один из авторов идеи международного хорового фестиваля «Nordic Baltic», а также входил в число основателей Всемирной хоровой олимпиады.
Вёл педагогическую деятельность: в середине 20-го века работал учителем в средней школе в Гулбене, Рижском педагогическом институте. Преподавал хоровое дирижирование в Латвийской консерватории (в 1963—1975 — старший преподаватель, доцент, в 1975—2000 — профессор, в 1977—1991 — также и ректор).
Скончался 24 ноября 2011 года в Риге. Похоронен на Лесном кладбище.

### Семья
- Брат — Гидо Кокарс (1921—2017), хоровой дирижёр. Народный артист Латвийской ССР (1977).
- Жена — Эдит
- Два сына — Улдис Кокарс, хоровой дирижёр, с 2000 по 2008 год — художественный руководитель и главный дирижёр хора «Ave Sol». Второй сын также дирижёр, погиб в автокатастрофе.

## Награды и премии
- Народный артист Латвийской ССР (1975) [6]
- Народный артист СССР (1986)
- Государственная премия СССР (1979) — за концертные программы (1974—1977) народных хоров Латвии «Беверина», «Дзиедонис», «Аве сол»
- Государственная премия Латвийской ССР (1974)[2]
- Командор ордена Трёх звёзд (1995)[7]
- Крест Признания 2 степени (2008)[8]
- Большая музыкальная награда Латвии (1996).
- Почётная грамота Кабинета Министров Латвии (2006)[9].

## Фильмография
- 1969 — «Мальчишки острова Ливов» —  Лиепауш младший

## Память
- В 1978 году режиссёр Ю. Подниекс снял документальный фильм «Братья Кокарс».